# Saint-Florentin (Yonne)
Saint-Florentin is een gemeente in het Franse departement Yonne (regio Bourgogne-Franche-Comté). De plaats maakt deel uit van het arrondissement Auxerre. Saint-Florentin telde op 1 januari 2022 4.230. 

## Geschiedenis
In Avrolles was er een Gallisch oppidum, een versterkte plaats. Hieruit ontstond de belangrijke plaats Eburobriga. In Saint-Florentin, meer naar het oosten gelegen, was er ook al bewoning tijdens de Gallo-Romeinse periode. De plaats was gelegen op een kruispunt van wegen. 
In de 9e eeuw werd er een priorij gesticht die relieken van de heilige Florentinus, een martelaar uit het begin van de 5e eeuw, ontving. Tussen 936 en 1281 hing de plaats af van de graven van Champagne. In 1284 kwam de stad in het Franse kroondomein. Tijdens de Honderdjarige Oorlog lag Saint-Florentin bij de grens tussen Frans en Bourgondisch gebied. In 1359 werd de stad belegerd, ingenomen en verwoest. Dit gebeurde opnieuw in 1417. Tijdens de oorlog werd de stadsmuur verder uitgebouwd en de wijken en de drie priorijen die aan de rand van de stad lagen werden afgebroken.

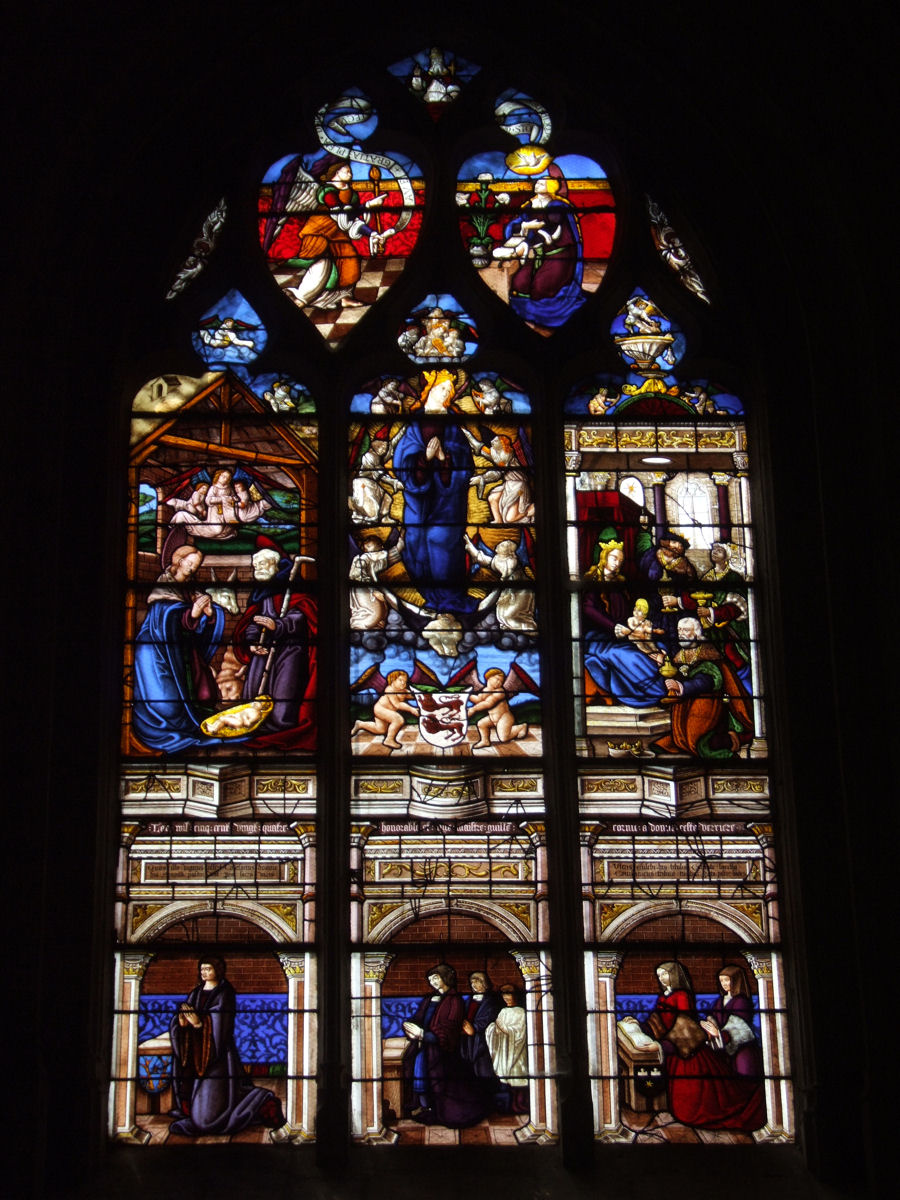
16e-eeuws glasraam in de kerk Saint-Florentin

Na de oorlog herstelde de stad zich en kende een zekere welvaart vanaf de 16e eeuw. Gaston van Foix-Nemours, de neef van koning Lodewijk XII, werd burggraaf van Saint-Florentin. De stadsmuur met zijn drie poorten (Porte de Dilo, Porte Saint-Martin en Porte Saint-Florentin) en zeven torens werd hersteld en de kerk werd herbouwd. Ook tijdens de Hugenotenoorlogen kende Saint-Florentin oorlogsgeweld. In de 17e eeuw telde Saint-Florentin ongeveer 2000 inwoners en er vestigden zich kapucijnen en ursulinen in de stad. In de 18e eeuw breidde de stad uit buiten haar stadsmuren tot in de riviervlakte. De stadspoorten en het grootste deel van de stadsmuur werden afgebroken. In 1783 werd het Bourgondisch Kanaal geopend. 
Na de Franse Revolutie verloor Saint-Florentin haar statuut van administratief centrum en de industriële revolutie ging grotendeels aan de gemeente voorbij. De landbouw (wijnbouw en veeteelt) en de ambachten bleven belangrijk in de 19e eeuw. De aanleg van de spoorweg bracht wel een nieuw economisch elan. In 1971 fuseerden Saint-Florentin en Avrolles.

## Bezienswaardigheden
De kerk Saint-Florentin heeft gotische en renaissance-elementen en werd gebouwd in de 16e en 17e eeuw. Het schip bleef onafgewerkt en bestaat maar uit twee traveeën. De kerk werd gerestaureerd in de 19e eeuw. Binnenin bezit de kerk een stenen koorhek van omstreeks 1600 en beelden en glasramen uit de 16e eeuw.
Van de stadspoorten en torens van de stadsmuur is er maar een toren bewaard gebleven. In Saint-Florentin zijn er nog enkele vakwerkhuizen te bezichtigen. 

## Geografie
De oppervlakte van Saint-Florentin bedroeg op 1 januari 2022 28,6 vierkante kilometer; de bevolkingsdichtheid was toen 147,9 inwoners per km².
De Armançon stroomt door de gemeente en evenwijdig met deze rivier loopt het Bourgondisch Kanaal. Avrolles ligt in het noordwesten van de gemeente, bij de grens met Champlost.
De onderstaande kaart toont de ligging van Saint-Florentin met de belangrijkste infrastructuur en aangrenzende gemeenten.

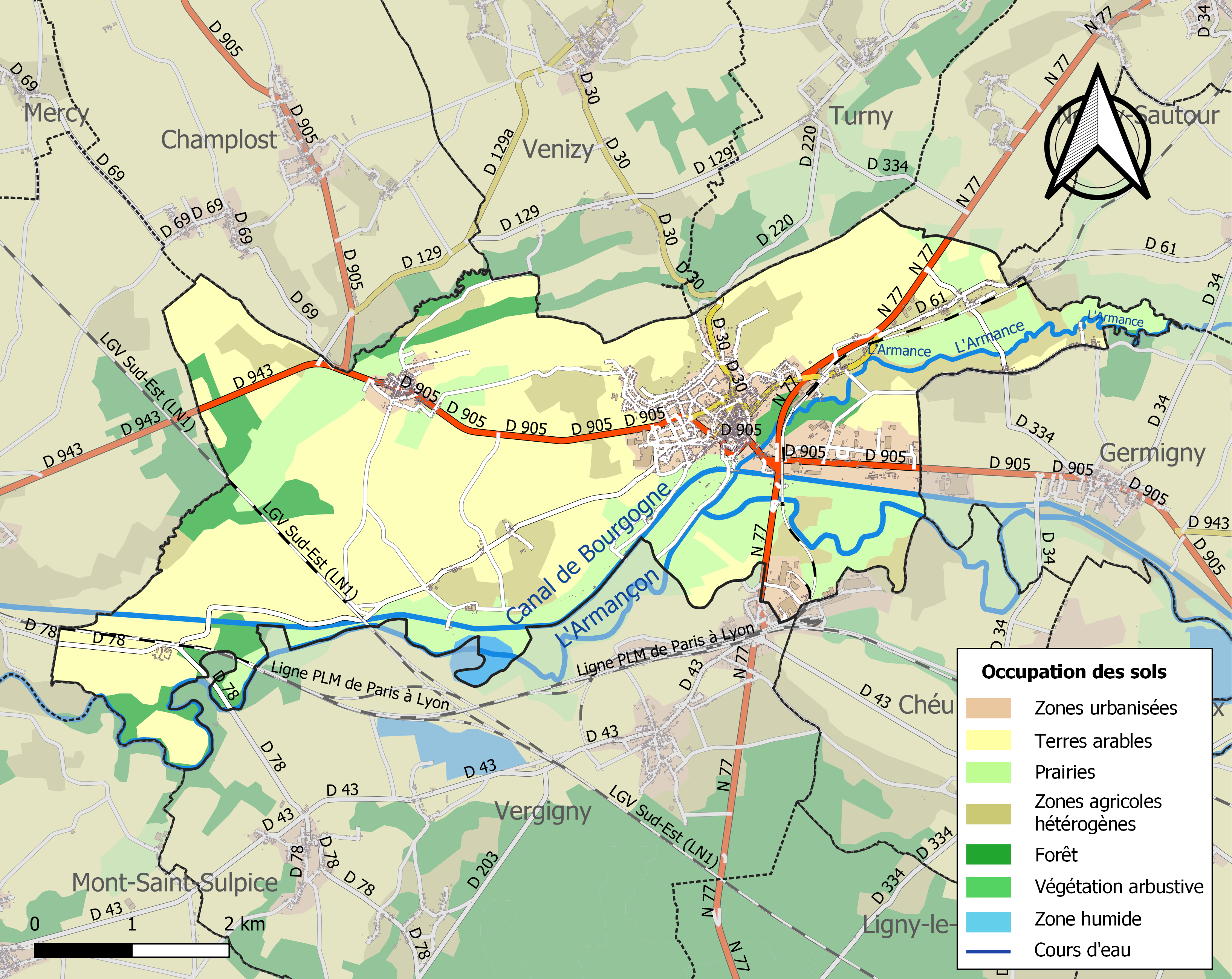

## Demografie
In 1806 telde de gemeente 1749 inwoners en in 1817 nog maar 1586 inwoners. Dit was minder dan voor de Franse Revolutie (ongeveer 2.500 inwoners). Tot 1945 stagneerde het inwoneraantal rond 2.500. Daarna volgde er een sterke bevolkingsgroei tot 1975.
Onderstaande figuur toont het verloop van het inwonertal (bron: INSEE-tellingen).